# Victor Nelli, Jr.
Victor Nelli, Jr. é um diretor e produtor de televisão estadunidense. Ficou conhecido por trabalhar em Wilfred, Gilmore Girls, Ugly Betty, My Name is Earl, Scrubs, Everybody Hates Chris, My Boys e Once Upon a Time.